# 卡米耶·波尔弗

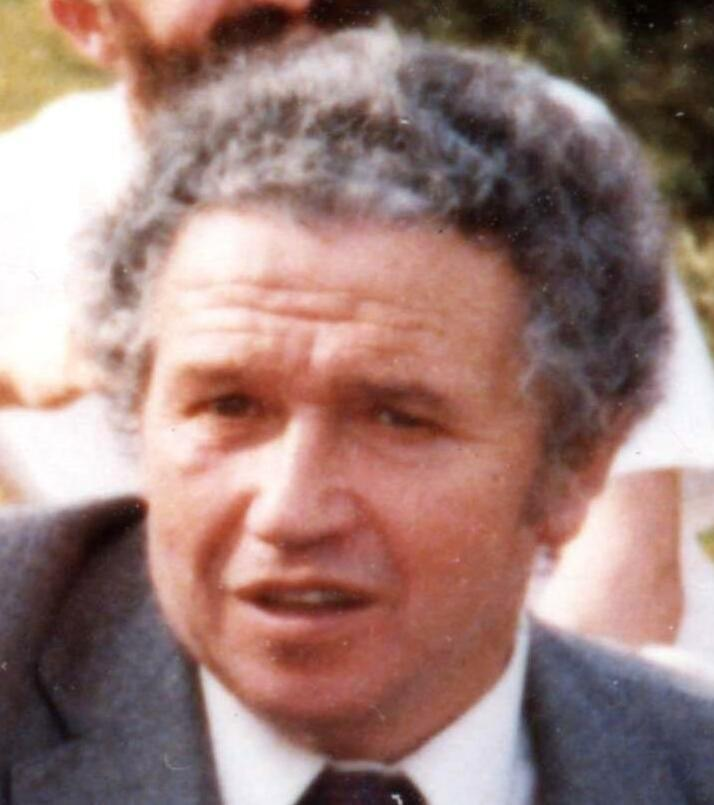
卡米耶·波尔弗

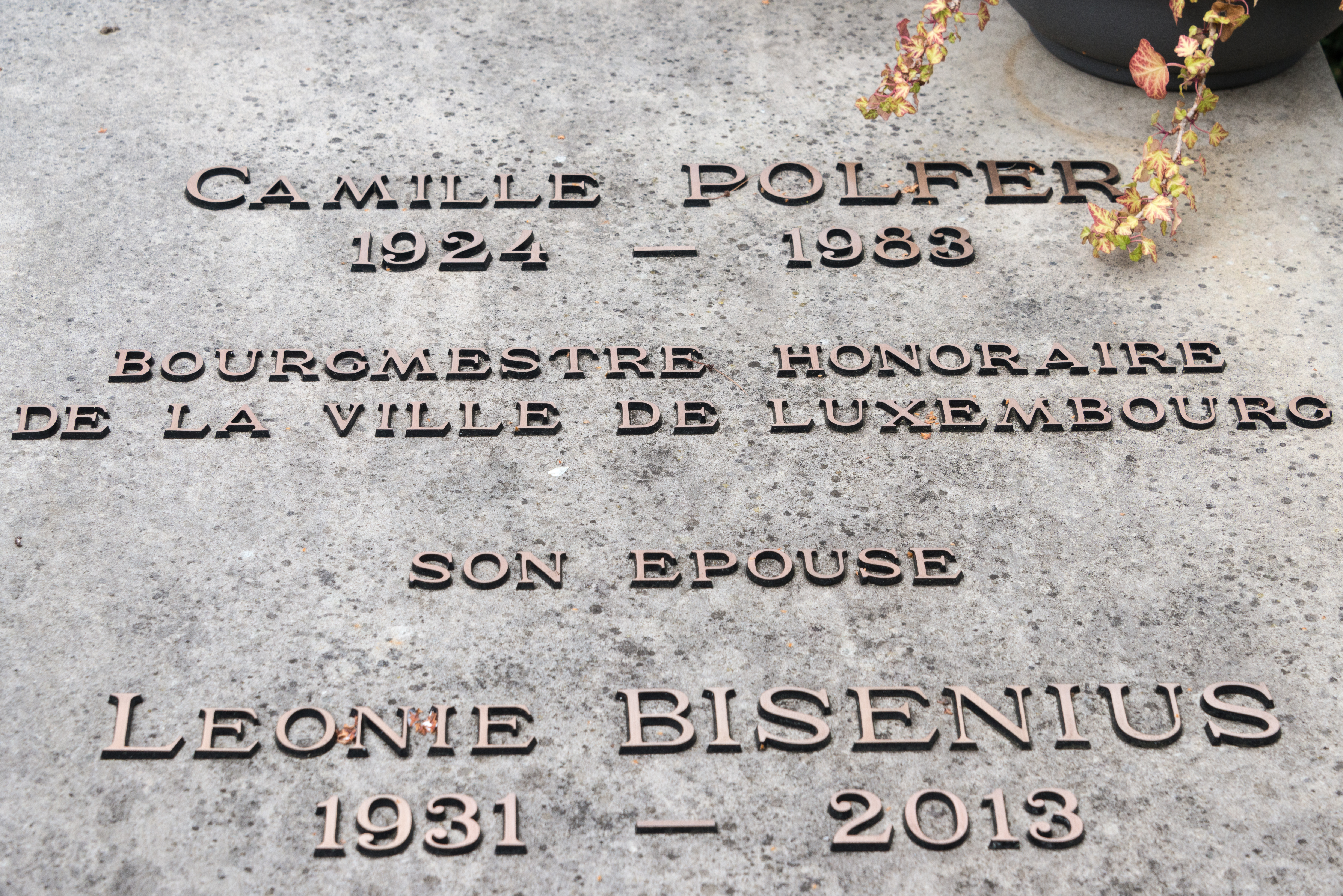
卡米耶·波尔弗的墓碑

卡米耶·波尔弗（Camille Polfer，1924年11月21日—1983年3月19日），是一名卢森堡政治人物，曾担任卢森堡市市长。

## 生平
出生于比利时南部的纳穆尔，父母均为卢森堡人。他在法国接受小学教育，在卢森堡的埃希特纳赫接受中学教育。随后他考入南锡大学学习，取得了体育教师资格。从1950年到1959年，他在阿尔泽特河畔埃施中学（Lycée de Garçons Esch-sur Alzette）任教。他被调到位于林珀斯堡的卢森堡男子中学，在那里他一直待到1969年，并接替勒内·范登比尔克担任体育专员。
1969年，波尔弗以卢森堡民主党议员身份进入卢森堡市议会。在1980年成为卢森堡市市长之前，他曾担任过市政官。然而，由于健康状况恶化，波尔弗在任职两年后被迫下台。他的女儿莉迪亚·波尔弗接替他成为该市市长，并继续担任该职务至1999年。莉迪亚后来成为卢森堡最重要的政治人物之一，曾担任副总理和外交部长（1999-2004）。
1983年，在离开岗位后不久他就因病去世。他去世后，南博讷瓦的卡米耶·波尔弗球场和森茨的卡米耶·波尔弗街以他命名。